# Midway Games
Midway Games, Inc. è stata un'azienda statunitense dedita allo sviluppo e alla pubblicazione di videogiochi, fondata nel 1958 e fallita nel 2009.
È principalmente ricordata per aver prodotto videogiochi arcade come Mortal Kombat e per aver distribuito in occidente titoli di successo quali Space Invaders e Pac-Man (su licenza dei rispettivi produttori Taito e Namco). Nel 1996 entrò in possesso dei diritti di Atari Games.
Inizialmente produttrice di giochi meccanici, la Midway è stata una delle prime aziende a sviluppare videogiochi arcade, avendo iniziato la loro produzione nel 1973, dopo aver visto il successo delle macchine Pong di Atari, Inc.

## Storia
Midway Games, Inc. fu fondata nel 1958 da Hank Ross e Marcine Wolverton con il nome di Midway Manufacturing come fabbrica di giochi d'intrattenimento, principalmente flipper. Nel 1969 la società fu acquisita da Bally Technologies, una grossa produttrice di slot machine e flipper. Nel 1973 entrò nel campo dei videogiochi come società di pubblicazione ma anche di sviluppo. I primi tre titoli furono Winner, una copia di PONG su licenza Atari, Gun Fight e Sea Wolf.
Nel 1977 mise in commercio una tra le prime console giochi, la Bally Home Library Computer, poi rinominata come Bally Astrocade.
Nel 1978 ci fu la svolta: grazie alla sua stretta collaborazione con Taito, distribuì sul mercato americano il suo famosissimo Space Invaders e, nel 1980, un altro gioco di grandissima diffusione, Pac-Man di Namco.
Nel 1981 la società si fuse con la divisione flipper di Bally creando la Bally Midway Manufacturing Company. Tra i titoli pubblicati come "Bally Midway" si annoverano Spy Hunter, Tron, Rampage, NBA Jam e il famoso Ms. Pac-Man, un seguito non autorizzato di Pac-Man. Il gioco ebbe però un successo tale da spingere Namco a inserirlo fra i suoi titoli "ufficiali".
Nel 1984 gli stabilimenti Bally Midway, tutti situati nell'area metropolitana di Chicago, coprivano oltre 45.000 m² e producevano internamente quasi tutti i componenti principali di videogiochi e flipper, a eccezione dei tubi catodici. Pac-Man era divenuto un simbolo dell'azienda, e l'insegna di fronte agli uffici riportava una scritta con disegni "la casa di Pac-Man e Ms. Pac-Man".
A causa dei problemi finanziari della controllante Bally Technologies, nel 1988 Bally Midway Manufacturing Co. fu messa in vendita ed acquistata da WMS Industries, che la ridenominò Midway Games Inc.
Nel 1996 WMS Industries acquistò Atari Games, una delle due società nate dalla divisione del 1984 della defunta Atari, Inc. che deteneva i diritti sui giochi Atari, che passò sotto il controllo di Midway Games Inc.
Midway, grazie a WMS Industries ed Atari Games, detenne i diritti sui giochi sviluppati da queste due società, come Defender, Joust, Robotron: 2084, Gauntlet e la serie Rush.
Nel 1998 la società divenne indipendente da WMS. Nel 1999 Midway Games lasciò il mercato dei flipper per concentrarsi su quello delle console domestiche; in quello stesso anno la società divenne a capitale pubblico facendo la prima offerta di azioni.
Sempre nel 1998 Midway Games decise di rinominare Atari Games come Midway Games West. Questa scelta fu dettata dalla necessità di evitare confusioni per la presenza di 2 marchi Atari sul mercato: sempre ancora al 1998, infatti, Hasbro Interactive (l'attuale Atari Interactive), aveva acquistato ciò che rimaneva di Atari Corporation, l'altra società nata dalla divisione di Atari Inc., da JTS Corp. con l'intento di riportare il marchio Atari sui computer. Midway Games lasciò nel 2000 il mercato dei giochi arcade per concentrarsi solo sulla pubblicazione di titoli per i sistemi domestici, grazie anche ai forti finanziamenti che riceveva dal suo principale investitore Sumner Redstone, il capo di Viacom/CBS: la sua quota azionaria crebbe, infatti, dal 15% del 1998 all'87% del 2007. Nonostante questo, nel 2001 Midway Games fu costretta a chiudere il suo reparto console per problemi finanziari e, sempre per lo stesso motivo, chiuse nel 2003 la Midway Games West, decretando la fine di ciò che rimaneva della storica Atari Inc.
Nel 2004 Midway effettuò tre acquisizioni di compagnie di sviluppo statunitensi preesistenti: Surreal Software (allora nota per The Suffering), Inevitable Entertainment che divenne Midway Studios Austin, e infine la californiana Paradox Development (allora nota per Backyard Wrestling 2 e vari giochi di X-Men, e al lavoro su Mortal Kombat: Shaolin Monks). Quest'ultima, attiva già dal 1994, divenne Midway Studios Los Angeles e fu poi chiusa nel 2008.
A dispetto dei problemi finanziari, le vendite di videogiochi per tutte le console continuavano bene: nel 2005 la rivista Game Developer poneva Midway al 19º posto nella graduatoria delle società dedite alla pubblicazione di videogiochi, mentre nel 2006 la classificava al 20º posto.
Nonostante le buone vendite le perdite della società erano superiori ai ricavi. Ciò spingeva Redstone a vendere nel 2008 la sua quota azionaria a Mark Thomas, un investitore privato, per 100.000 $.
Il 12 febbraio 2009 la società era costretta a dichiarare il fallimento ed andare in regime di amministrazione controllata secondo le modalità previste dal Capitolo 11 della legislazione americana sulla bancarotta, vendendo i suoi beni per ripagare i creditori.
Nel luglio del 2009 Warner Bros. Interactive Entertainment ha acquistato, per 33 milioni di dollari in contanti più alcuni crediti per un totale complessivo di circa 49 milioni di dollari, tutto l'assetto videogiochi di Midway, compresi i diritti sugli storici giochi della società come Mortal Kombat e gli studi di sviluppo di Chicago e Seattle. Nello stesso momento Midway si è accordata con il suo azionario principale, Thomas, che ha rinunciato al suo pacchetto azionario..
Lo studio Midway Games, responsabile della serie Mortal Kombat, è divenuto parte di Warner Bros. Interactive Entertainment ed è stato poi rinominato come WB Games Chicago. Nel giugno 2010 lo studio WB Games Chicago è stato rinominato NetherRealm Studios.

## Videogiochi arcade
L'elenco, tendenzialmente completo, comprende solo i videogiochi arcade fabbricati e pubblicati da Midway. Non comprende giochi non video, prototipi non pubblicati, versioni alternative e giochi usciti solo per il mercato domestico
Come Midway Manufacturing:
- Amazing Maze (1976)
- Blue Shark (1978)
- Bowling Alley (1978)
- Clowns (1978)
- Dog Patch (1977)
- Double Play (1977)
- Extra Inning (1978)
- Guided Missile (1977)
- Kick (1981)
- Laguna Racer (1977)
- M-4 (1977)
- Ms. Pac-Man (1981)
- Omega Race (1981)
- Phantom II (1979)
- Road Runner (1977)
- Rotation VIII (1978)
- Shuffleboard (1978)
- Space Encounters (1980)
- Space Invaders II (1980)
- Space Walk (1978)
- Space Zap (1980)
- Super Speed Race (1979)

Come produttore di giochi sviluppati da Dave Nutting Associates:
- 280-ZZZAP (1976)
- The Adventures of Robby Roto! (1981)
- Boot Hill (1977)
- Checkmate (1977)
- Desert Gun (1977)
- Extra Bases (1980)
- Gorf (1981)
- Gun Fight (1975)
- Professor Pac-Man (1983)
- Tornado Baseball (1976)
- Sea Wolf (1976)
- Sea Wolf II (1978)
- Wizard of Wor (1980)

Come Bally Midway:
- Arch Rivals (1989)
- Blasted (1988)
- Crater Raider (1984)
- Demolition Derby (1984)
- Domino Man (1982)
- Discs of Tron (1983)
- Journey (1983)
- Jr. Pac-Man (1983)
- Jump Shot (1985)
- Kozmik Kroozr (1982)
- Max RPM (1986)
- NFL Football (1983)
- Power Drive (1986)
- Rampage (1986)
- Rescue Raider (1987)
- Sarge (1985)
- Satan's Hollow (1981)
- Shoot the Bull (1985)
- Solar Fox (1981)
- Spy Hunter (1983)
- Spy Hunter II (1987)
- Star Guards (1987)
- Tapper (1983)
- Timber (1984)
- Tri-Sports (1989)
- Tron (1982)
- Two Tigers (1984)
- Wacko (1982)
- Xenophobe (1987)
- Zwackery (1984)

Come Midway Games:
- 2 On 2 Open Ice Challenge (1995)
- Arctic Thunder (2001)
- BioFreaks (1997)
- CarnEvil (1998)
- Cart Fury (2000)
- Cruis'n Exotica (1999)
- Cruis'n USA (1994)
- Cruis'n World (1996)
- Gauntlet Dark Legacy (1999)
- The Grid (2001)
- Hydro Thunder (1999)
- Hyperdrive (1998)
- Invasion - The Abductors (1999)
- Mortal Kombat (1992)
- Mortal Kombat 3 (1994)
- Mortal Kombat 4 (1997)
- Mortal Kombat II (1993)
- NBA Hangtime (1996)
- NBA Jam (1993)
- NBA Jam Tournament Edition (1994)
- NBA Showtime: NBA on NBC (1998)
- NFL Blitz (1997)
- NFL Blitz 2000 Gold Edition (1999)
- NFL Blitz '99 (1998)
- Off Road Challenge (1997)
- Offroad Thunder (2000)
- Pigskin 621AD (1990)
- Rampage: World Tour (1997)
- Revolution X (1994)
- Skins Game (2000)
- Strike Force (1991)
- Super High Impact (1991)
- Terminator 2: Judgment Day (1991)
- Total Carnage (1992)
- Touchmaster (1996)
- Trog (1990)
- Ultimate Arctic Thunder (2001)
- Ultimate Mortal Kombat 3 (1994)
- War Gods (1995)
- WWF: Wrestlemania (1995)

Come produttore nordamericano su licenza di titoli di altre aziende:
- Blue Print (1982) Zilec Electronics
- Bosconian (1981) Namco
- Bump 'n' Jump (1982) Data East USA
- Burger Time (1982) Data East
- Galaga (1981) Namco
- Galaxian (1979) Namco
- Lazarian (1981) Zaccaria
- Pac-Land (1984) Namco
- Pac-Man (1980) Namco
- Pac-Man Plus (1982) Namco
- Rabbit Punch (1987) V-System Co.
- Rally X (1980) Namco
- Space Invaders (1978) Taito
- Space Invaders Deluxe (1980) Taito
- Super Pac-Man (1982) Namco

## Videogiochi domestici
- Arcade's Greatest Hits: The Atari Collection 1: compilation di titoli arcade
- Arcade's Greatest Hits: The Atari Collection 2
- Area 51
- L.A. Rush
- Freaky Flyers
- Psi-Ops: The Mindgate Conspiracy
- Rush 2: Extreme Racing USA
- Shadow Hearts
- Stranglehold
- TNA Impact!
- The Suffering
- The Suffering: Ties That Bind
- blitz the league
- blitz the league II
- Mortal Kombat: Deadly Alliance
- Mortal Kombat: Deception
- Mortal Kombat: Armageddon
- dr.muto
- haven: call of the king